# Luigi Castellazzo
Luigi Castellazzo (né le 29 septembre 1827 à Pavie, mort le 16 décembre 1890 à Pistoia) est un avocat patriote garibaldien, un officier et un politique italien fédéraliste.

## Biographie
Luigi Castellazzo, appelé Bigio par ses amis, du milieu du XIXe siècle à son décès survenu en 1890, est un des personnages les plus discutés du risorgimento national, il est considéré par beaucoup comme le responsable de la trahison des conjurés des mouvements mazziniens de Mantoue de 1851-52, y compris Don Enrico Tazzoli et Tito Speri, qui trouvent la mort à Belfiore, et par d'autres, y compris Giuseppe Garibaldi, comme sincère et un patriote désintéressé.
Arrêté par la police autrichienne, il avoue sa propre culpabilité et selon certains, donne les noms des conjurés. Aussi Castellazzo enfile le rôle de l’agent provocateur et se fait mettre en prison avec le jeune trentin Iginio Sartena, réussissant à lui faire croire en lui mentant qu'il avait atteint Paris avec la tâche de tuer le général Joseph Radetzky. Après les révélations de Castellazzo et celle d'un autre délateur, l'avocat Giulio Faccioli de Vérone, les arrestations passent à 110, l'un des prisonniers, Pezzetto, se suicide dans une cellule du château de Milan.
À la suite du procès, le 13 novembre, la sentence de mort est prononcée pour les hauts responsables pour Enrico Tazzoli, Carlo Poma et trois révolutionnaires qui opèrent à Venise : Angelo Scarsellini, Bernardo De Canal et Giovanni Zambelli ; pour les autres inculpés, entre autres, Giuseppe Finzi est condamné à dix-huit ans d'incarcération, la peine est commuée en mise aux fers et de douze à dix-huit ans de galère. Le 7 décembre, les cinq condamnés sont conduits dans la vallée de Belfiore, en dehors de la porte Pradella et sont pendus à la potence. Le procès de Mantoue est rouvert et le 3 mars 1853, trois conjurés sont exécutés à Belfiore : Carlo Montanari, Tito Speri et don Bartolomeo Grazioli, archiprêtre de Revere. Seulement trente-trois accusés réussissent à fuir les rigueurs de la justice et parmi eux, Giovanni Acerbi, grand ami de Castellazzo, Benedetto Cairoli, Achille Sacchi, Attilio De Luigi et Giovanni Chiassi. Le 19 mars, jour anniversaire de l'empereur, Joseph Radetzky amnistie tous les accusés en attente de sentence, Castellazzo en bénéficie, un des inculpés le plus compromis, mais l'infortuné Pietro Frattini est pendu avant que celle-ci ne soit notifiée.

Le 4 juillet 1855, le dernier patriote, Pietro Fortunato Calvi, est exécuté. Hanté par les remords pendant toute sa vie, Castellazzo cherche à se racheter de ses péchés impardonnables, se jette à corps perdu dans la recherche de la mort en combattant dans toutes les entreprises de Garibaldi, de la campagne avec les Chasseurs alpins en 1859 à l'expédition dans l’Italie du Sud en 1860 et en France, à Dijon en 1870-71.

Pendant la guerre de 1866, il est infatigable : il libère Magasa, Valvestino et prend le commandement d'expéditions périlleuses derrière les lignes autrichiennes. Par son comportement non mature, il divise l'opinion des patriotes, ceux qui penchent en faveur de sa culpabilité, et ceux qui le pensent innocent, et quand, en 1884, il est élu député au Parlement italien dans le collège de Grosseto, sa nomination donne lieu à des incidents et de nombreuses polémiques qui marquent profondément la vie politique de cette époque.

Il est initié en franc-maçonnerie, le 17 juin 1867, dans la loge Concordia de  Florence; il sera grand secrétaire du Grand Orient et directeur de la Rivista della Massoneria Italiana (magazine de la maçonnerie italienne) et  il a atteint le 33º et dernier degré du Rite écossais ancien et accepté.
Il meurt à Pistoia, le 16 décembre 1890. Incinéré, ses cendres sont conservées dans le cimetière de Verano à Rome.

## Ses œuvres
- (it) La Lombardia nel 1848 : episodio della guerra dell'indipendenza italiana di Anselmo Rivalta, Florence, Tipografia Garibaldi, 1862, 341 p. (lire en ligne), rédigé sous le nom de plume d'Anselmo Rivaltà.
- (it) La Divina commedia considerata in relazione coll'ontologia, Vicentini e Franchini, 1854, 80 p. (lire en ligne), rédigé en collaboration avec Gaetano Trezza.
- (it) Tito Vezio : ovvero, Roma cento anni avanti l'éra cristiana, vol. 2, E. Sonzogno, 1880 (lire en ligne)
- (it) Tiberio : drame en 5 actes, F. Capaccini, 1878, 161 p. (lire en ligne)
- (it) La battaglia di Armageddon : notti vaticane, A. Sommaruga, 1884, 202 p. (lire en ligne)

## Distinction honorifique
- Chevalier de l'ordre militaire de Savoie

« Pour s'être distingué dans le commandement de divers détachements et charges, de particulières et importantes missions et spécialement dans l'occupation de Hano (Capovalle), de la vallée Vestino et Monte Bragone »

— Tyrol, 1866

## Sources
- (it) Cet article est partiellement ou en totalité issu de l’article de Wikipédia en italien intitulé « Luigi Castellazzo » (voir la liste des auteurs).
- (it) Rosario Francesco Esposito, La massoneria e l'Italia : Dal 1800 ai nostri giorni, Edizioni paoline, 1979, 5e éd., 732 p. (lire en ligne)